# Bojownik (film)
Bojownik (tytuł oryginalny: Militanti) – albański film fabularny z roku 1984 w reżyserii Piro Milkaniego.

## Opis fabuły
Film nawiązuje do wątków z życia Vasila Shanto (1913-1944), jednego z pierwszych komunistów albańskich, współtworzących Komunistyczną Partię Albanii, który w bardzo młodym wieku zginął w walce, w czasie okupacji niemieckiej. Akcja filmu rozgrywa się głównie w Szkodrze, gdzie Shanto organizował lokalne struktury partyjne.
Film realizowano w Szkodrze.

## Obsada
- Timo Flloko jako Visar Shundo
- Artur Gorishti jako Marku
- Arta Shapllo jako Ana
- Margarita Xhepa jako matka Visara
- Agim Shuke jako Musa
- Thimi Filipi jako Petrush
- Petrit Malaj jako Preka
- Ylli Demneri jako Kujtim
- Ndrek Prela jako Idriz
- Tatjana Lezha jako siostra Visara
- Violeta Sekuj jako Resmija
- Nefail Piraniqi jako dyrektor więzienia
- Elez Kadria jako major Ndrec Kola, dowódca żandarmerii
- Arben Kruta jako Niku
- Edmond Mehilli jako Isuf
- Niko Kanxheri
- Kostaq Nika

## Nagrody i wyróżnienia
Za rolę tytułową w filmie Timo Flloko otrzymał nagrodę na VI Festiwalu Filmów Albańskich w Tiranie.